# Lionel Kieseritzky
Lionel Adalbert Bagration Felix Kieseritzky (1. ledna 1806, Dorpat, dnes Tartu v Estonsku – 18. května 1853, Paříž) byl německý šachový mistr 19. století, známý především jako protihráč Adolfa Anderssena v nesmrtelné partii (Immortal Game), ve které jej Anderssen po kaskádě obětí porazil.
Lionel Kieseritzky se narodil jako občan Ruské říše ve městě Dorpat, (rusky Jurjev, nyní Tartuu v Estonsku), ale pocházel z rodiny pobaltských Němců. V letech 1825 až 1829 studoval na místní univerzitě a pak se stal se učitelem matematiky. Roku 1839 se usadil natrvalo v Paříži, kde jej La Bourdonnais uvítal jako druhého šachistu Francie, a v tomto roce porazil v pařížské šachové kavárně Café de la Régence Eugèna Rousseaua v tzv. zápase o stu partiích. Po La Bourdonnaisově smrti neměl Kieseritzky v Café de la Régence kromě Saint-Amanta konkurenci. Roku 1842 zde remizoval s významným italským hráčem Ignaziem Calvim (1797 – 1872) 7:7 (=1) a roku 1846 zvítězil v Londýně nad Bernhardem Horwitzem 7:4 (=1). V roce 1848 však nad ním v Paříži zvítězil anglický šachista Henry Thomas Buckle v poměru 3:2 (=3).
Kieseritzky pak neuspěl ani na prvním mezinárodním turnaji roku 1851 v Londýně, kde podlehl již v prvním kole pozdějšímu vítězi turnaje Adolfu Anderssenovi 0:2 (=1). Během turnaje pak sehrál s Anderssenem ještě několik volných partií (tj. partií mimo soutěž), přičemž jedna z nich proslula jako nesmrtelná partie. Její průběh vychází z tehdejších názorů na šachové umění. Je romantický a s nádhernou kaskádou obětí: bílý hráč (Anderssen) obětoval skoro všechen materiál a Kieseritzkyho porazil.
Je po něm pojmenován Kieseritzkého gambit (1.e4 e5 2.f4 exf4 3.Jf3 g5 4.h4 g4 5.Je5)